# 宁波基督教
随着1842年《南京条约》、《望厦条约》和《黄埔条约》的签订，清朝中国被迫开放五口通商，和西方传教。宁波是五口通商之中的一个城市，也是基督教新教在中国早期传教的主要基地之一，受到英美两国差会的重视。

## 历史
1843年，美北浸礼会传教士玛高温首先进入宁波。之后大约有10个教派陆续进入宁波，其中影响较大的有：
1. 美北浸礼会：1843年11月11日，美北浸礼会的玛高温医生（D、J、Mac Gowan）到达宁波。设有真神堂（西门）、真神堂（北郊、后归浸会中学使用）。
2. 美北长老会：1844年，麦嘉谛医生（D、B、MeCartee）到达宁波。此后6年中（1844-1850），该会派到宁波的宣教士共达16人之多。最早的教堂是麦嘉谛在姚江北岸设立的槐树堂（槐树路63号），以后设有府前堂（府桥街）、府前分堂（北大路）、福音研究所（碶闸街）。
3. 英国圣公会：1848年，英国圣公会派遣禄赐（William Russell）和戈柏（Cobald）来到宁波。设有基督堂（孝闻街孝闻巷54号）、仁恩堂（县学街）、仁义堂（大庙前）、百年堂（大梁街）、庄桥堂（庄桥镇）。并开办三一神道院和仁爱女子圣经学校。
4. 循道会：1864年，英国偕我公会（后改为圣道会、循道公会）来到宁波。设有开明讲堂（开明街）、江北堂（江北岸外滩）、江东堂（百丈街）。
5. 基督徒公会：这是一个英国女传教士的传教会，1893年，英国女教士华以利沙伯等到宁波，创立“基督徒会”。1898年在江东张斌桥上茅巷建造宁波圣教堂。基督徒会在江东张斌桥下茅塘办有收容女性孤儿的安乐家。
6. 神召会：1912年，美国妇女倪歌胜（Nettie Nicolas）来宁波，开设伯特利孤儿院（Bethel Home），以后又开办伯特利妇女爱养所。设有伯特利（草马路）、城中堂（后市巷）、天恩堂（仓桥）、锡安堂（西郊）。还设有伯特利圣经学校。
7. 基督复临安息日会：1928年，美国宣教士伍子乔在宁波成立。在和义路设有警世堂。
8. 自立会：1924年，任莘畊、楼四海等脱离美浸礼会成立。设有北郊堂（北郊路）、南郊堂（鄞奉路）。
9. 地方教会：1935年，在孝闻街王家祥医师家中始设擘饼聚会。后在和义路设立基督徒聚会处。
10. 真耶稣教会：1947年真耶稣教会在宁波购屋设堂。在县东街设有真耶稣教堂。
11. 中华宣道会:1948年来宁波赁屋设立药行街布道所。
12. 灵粮世界布道会：1948年，赵世光创立的灵粮世界布道会来宁波，借用基督徒会房屋，开展工作。开设华东圣经学校。

此外，戴德生在创立中国内地会之前，就在1855年以中國傳教會传教士的身份来到宁波，在湖桥头（柳汀街）传教。后来湖桥头教堂由长老会接管，1929年失火，次年重建，更名为“怀戴堂”。

## 现状
1949年，宁波市区共有大小聚会场所22个，教徒3000余人。1979年改革开放后，百年堂是中国第一所恢复开放的基督教堂。
目前，在整个宁波市辖区，基督教共有298处登记场所，慈溪市占基督徒总人数的50%。

## 教育
1844年，苏格兰女教士艾迪绥（Aldersey）来到宁波，开设女塾。1857年本人回国，女塾并入长老会崇德女校。后来，浸礼会圣模女校与崇德女校合并，成立甬江女中（今第六中学）。
20世纪初，浸礼会、 长老会、圣公会、循道会在宁波分别开办了浸会中学、崇信中学、三一中学和斐迪中学；以后，浸会中学与崇信中学合并成立四明中学，再与斐迪中学合并成立浙东中学（今第四中学）。圣公会三一中学一直独立办理（今第三中学）。

## 医疗
华美医院（北门外江边，今第二医院），于1843年，由美北浸礼会的玛高温医生创办。